# ガブリエラ・フラースカー
ガブリエラ・フラースカー（チェコ語: Gabriela Hrázská, 1979年7月21日 - ）は、チェコスロバキア出身の女性、チェコの元アイスダンス選手。パートナーはイジー・プロハースカ。
1998-99年シーズンチェコフィギュアスケート選手権優勝。競技引退後にフィギュアスケート振付師、指導者。

## 経歴
1979年生まれ。スケートクラブ TJスタディオンブルノに所属し、1996年からイジー・プロハースカとカップルを組む。1996年、1997年の世界ジュニアフィギュアスケート選手権に出場し、1997年には6位に入る。
1998-99年シーズンはシニアクラスに昇級したチェコフィギュアスケート選手権でいきなり優勝しチェコ代表として世界フィギュアスケート選手権、ヨーロッパフィギュアスケート選手権に出場したが、健康問題の悪化によりシーズン終了後引退した。
競技引退後にはフィギュアスケート振付師として活動し、イバナ・ブスコバー、アナイー・モラン - アントワーヌ・ドルザ組、ニコラ・ヴィジュニョヴァー - ルカーシュ・チェーレイ組などを担当。指導者としてもカミラ・ハーイコバー - ダビト・ビンツォウル組らに携わった。

## 主な戦績
| 大会/年          | 1996-97 | 1997-98 | 1998-99 |
| ---------------- | ------- | ------- | ------- |
| 世界選手権       |         |         | 23      |
| ヨーロッパ選手権 |         |         | 20      |
| チェコ選手権     |         | 1 J     | 1       |
| 世界Jr.選手権    | 13      | 6       |         |
| JS SNP           |         | 5       |         |
| JSハンガリー杯   |         | 8       |         |